# Air Itam (Maleisië)

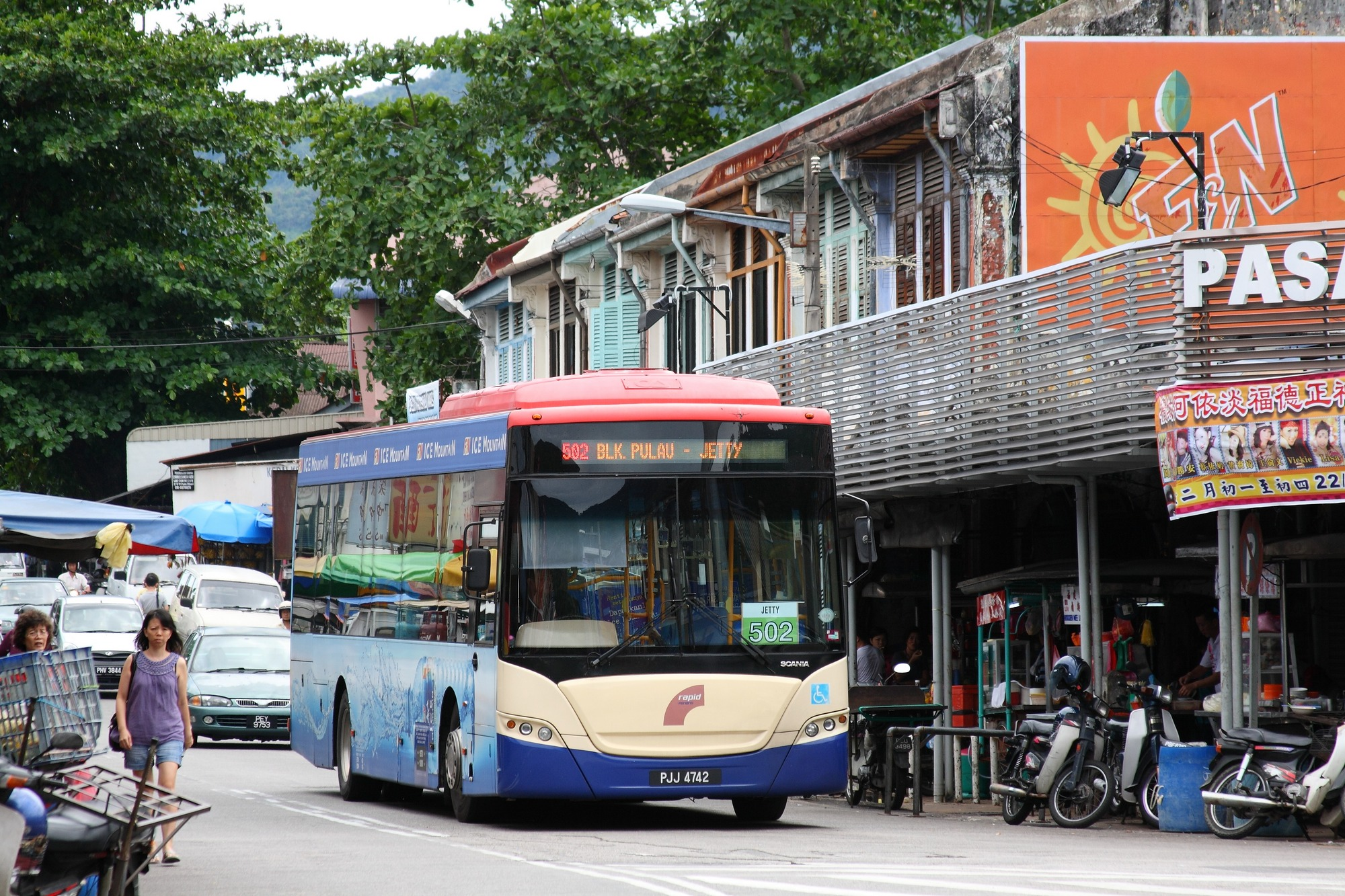
Air Itam

Air Itam is een stad in de Maleisische deelstaat Penang.
Air Itam telt 95.895 inwoners.